# De libertate arbitrii
Il De libertate arbitrii (Sulla libertà dell'arbitrio) è un saggio di teologia in forma di dialogo che il teologo e filosofo cattolico Anselmo d'Aosta scrisse nel 1080-1085. Fa parte, insieme al De veritate (Sulla verità) e al De casu diaboli (La caduta del diavolo), di una trilogia dedicata ai problemi della verità, della rettitudine, del male, dell'onnipotenza divina e del libero arbitrio.
Il De libertate arbitrii (secondo in ordine logico, anche se non è chiaro in che ordine cronologico furono composte le tre opere) è il testo della trilogia dedicato specificamente alla libertà della volontà dell'uomo in relazione alla sua facoltà di compiere il bene o di peccare e, in generale, al problema della grazia e del male.